# Kampong Tralach
Huyện Kampong Tralach (tiếng Khmer: ស្រុកកំពង់ត្រឡាច) là một huyện nằm ở tỉnh Kampong Chhnang, miền trung Campuchia.
Huyện được chia thành10 xã (khum) và 103 làng (phum).
Huyện Kampong Tralach gồm 10 xã, thị trấn sau:
- Ampil Tuek: Stueng Snguot, Kien Khleang, Veal Sbov, K'aek Pong, Ampil Tuek, Baek Chan, Ou Mal, Bak Phnum, Kbal Kaoh, Khla Krohuem, Sdei Banlich
- Chhuk Sa: Andoung Tramung, Chrak Romiet, Prey Pis, Prey Pear, Sna Pech, Chhuk Kranhas, Krasah Thmei, Trapeang Chrov, Trapeang Khtum, Tuol, Ou Rung, Sdok Lech, Srae Sar, Chrolong Kaisna
- Chres: Trapeang Pnov, Serei Chhaom, Veal Lvieng, Ou, Chumteav Sokh, Saray Andaet, Kanhchroung, Prey Pis, Kbal Damrei, Prab Phcheah, Chramoh Chruk, Chak, Dak Snet, Chumteav
- Kampong Tralach (thị trấn): Kampong Tralach Leu, Kampong Tralach Kraom, Neak Ta Hang, Samretthi Chey, Preaek Kanlang, Kampong Kdar, Kien Roka
- Longveaek: Oknha Pang, Trapeang Chambak, Phsar Trach, Anlong Tnaot, Srah Chak, Voat, Trapeang Samraong, Boeng Kak
- Ou Ruessei: Chrak Romiet, Sala Lekh Pram, Ou Ruessei, Srae Prei, Chan Kiek, Kralanh, Thnong, Leach
- Peani: Ta At, Soben, Ta Kol, Stueng, Prey Sak, Peani, Kok, Tuol Serei, Krang Ta Aek
- Saeb: Khnay Kakaoh, Tuek L'ak, Kbal Thnal, Ta Sokh, Ta Sou, Doun Toy, Ta Nob, Chambak Ph'aem, Kralanh, Kampong Prasat, Pravoek Pong, Khnay Kakaoh Thmei
- Ta Ches: Boeng Kak, La Peang, Ou Rung, Samraong, Svay Krom, Souvong, Snay, Svay Bakav, Voat Thmei, Thlok Yol, Ta Kaoh, Trapeang Preal, Banteay Meas, sampoar, Kampong Ta Ches
- Thma Edth: Daeum Popel, Snang Mum, Thma Edth, Ko, Trapeang Kdar